# Heilandskirche, Sacrow

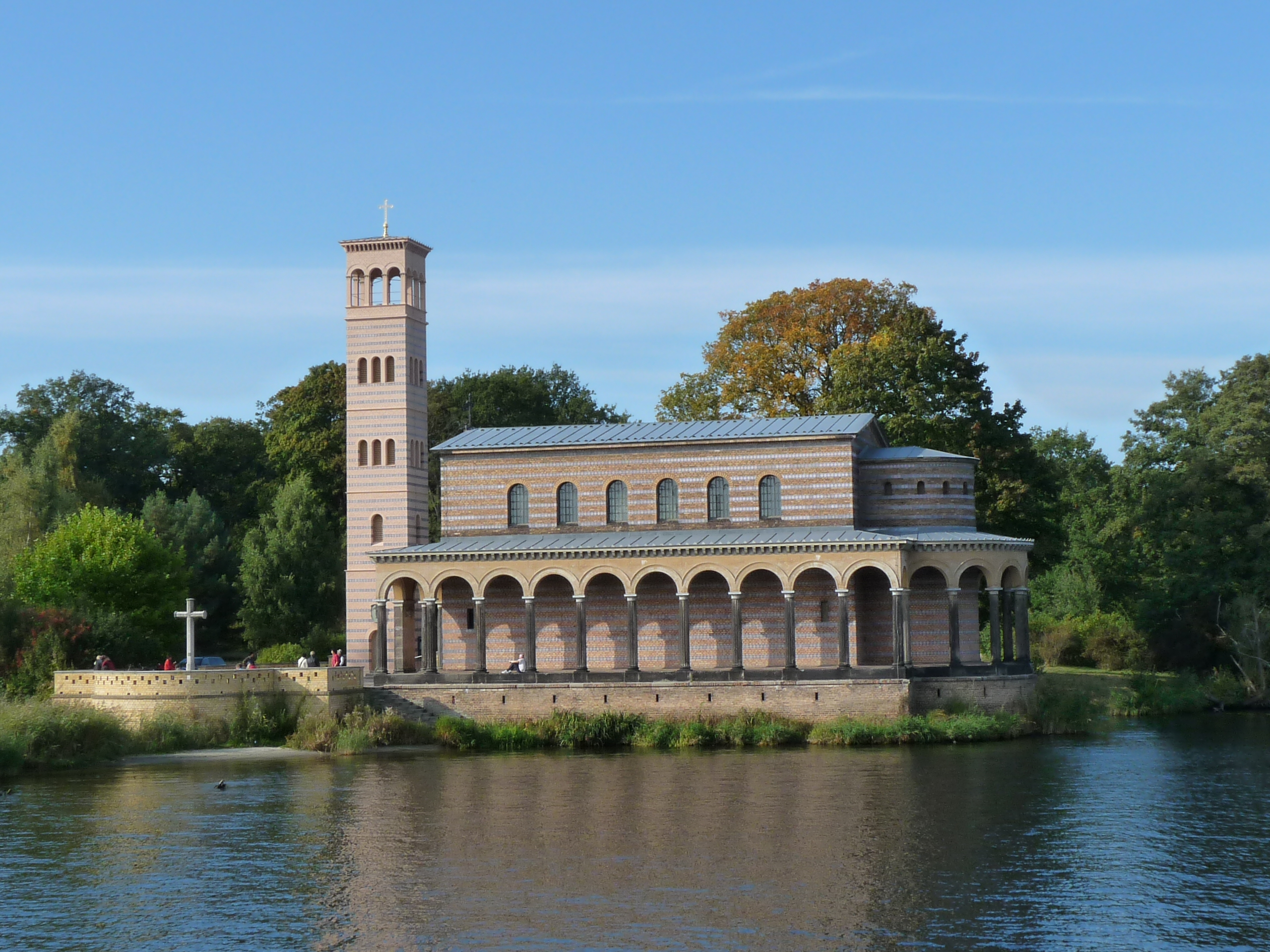
Heilandskirche

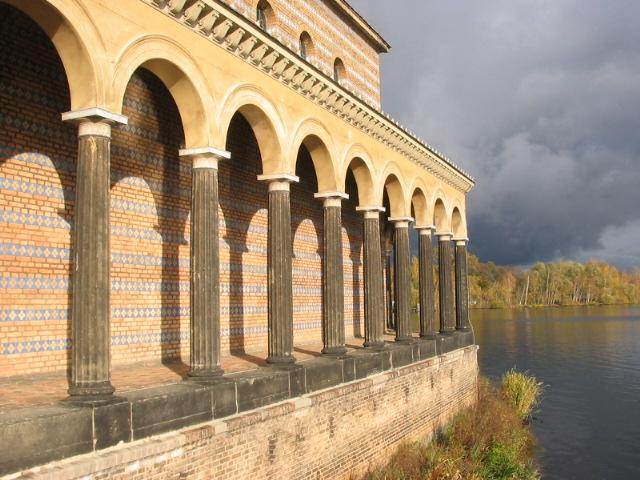
Arkaderna vid floden Havel.

Heilandskirche, formellt Heilandskirche am Port von Sacrow, är en protestantisk kyrkobyggnad i stadsdelen Sacrow i östra utkanten av staden Potsdam i Brandenburg, Tyskland, belägen direkt intill Jungfernsees norra strand vid floden Havel. Kyrkan stod färdig 1844. Den beställdes enligt skisser av kung Fredrik Vilhelm IV av Preussen och ritades av arkitekten Ludwig Persius i italiensk nyromansk stil. Mellan 1961 och 1990 gick Berlinmuren tvärs över kyrkans område, och den fristående kampanilen byggdes då in i muren. De första månaderna höll församlingen fortfarande gudstjänster i kyrkan, men kyrkorummets inredning förstördes av de östtyska gränstrupperna efter julfirandet 1961 för att tvinga församlingen att flytta.
Som del av ingenmanslandet omkring muren förföll kyrkan under flera årtionden, fram till Berlinmurens fall. En stiftelse från Berlins senat gav pengar till återuppbyggnaden.
Kyrkan ingår sedan 1992 i Unesco-världsarvet Palats och parker i Potsdam och Berlin. Åren 1993–1995 renoverades kyrkan och det omkringliggande parklandskapet. Den tillhör idag Pfingstkirche-församlingen inom Tysklands evangeliska kyrka.